# Bangar (La Union)
Bangar is een gemeente in de Filipijnse provincie La Union in het noordwesten van het eiland Luzon. Bij de laatste census in 2007 had de gemeente ruim 33 duizend inwoners.

## Geografie

### Bestuurlijke indeling
Bangar is onderverdeeld in de volgende 33 barangays:
| - Agdeppa - Alzate - Bangaoilan East - Bangaoilan West - Barraca - Cadapli - Caggao - Consuegra - General Prim East - General Prim West - General Terrero | - Luzong Norte - Luzong Sur - Maria Cristina East - Maria Cristina West - Mindoro - Nagsabaran - Paratong Norte - Paratong No. 3 - Paratong No. 4 - Central East No. 1 - Central East No. 2 | - Central West No. 1 - Central West No. 2 - Central West No. 3 - Quintarong - Reyna Regente - Rissing - San Blas - San Cristobal - Sinapangan Norte - Sinapangan Sur - Ubbog |

## Demografie
Bangar had bij de census van 2007 een inwoneraantal van 33.335 mensen. Dit zijn 1.844 mensen (5,9%) meer dan bij de vorige census van 2000. De gemiddelde jaarlijkse groei komt daarmee uit op 0,79%, hetgeen lager is dan het landelijk jaarlijks gemiddelde over deze periode (2,04%).